# Doros Christodulidis
Doros Christodulidis, gr. Δώρος Χριστοδουλίδης (ur. 28 marca 1946 w Larnace, zm. 2 kwietnia 2024 tamże) – cypryjski polityk i lekarz, działacz partyjny, deputowany, poseł do Parlamentu Europejskiego V kadencji (2004).

## Życiorys
Ukończył studia medyczne na Pierwszym Moskiewskim Państwowym Uniwersytecie Medycznym. Specjalizował się w kardiologii, praktykował w zawodzie lekarza. Długoletni działacz komunistycznej Postępowej Partii Ludzi Pracy (AKEL), zasiadał w jej komitecie centralnym. W latach 70. pełnił funkcję przewodniczącego jej organizacji młodzieżowej (EDON) w Larnace. Kierował też regionalnymi strukturami centrali związkowej PEO.
W 1991 po raz pierwszy został wybrany do Izby Reprezentantów. Z powodzeniem ubiegał się o reelekcję w 1996 i 2001, zasiadając w cypryjskim parlamencie do 2006. Od 2003 pełnił funkcję obserwatora w Parlamencie Europejskim, od maja do lipca 2004 sprawował mandat eurodeputowanego V kadencji w ramach delegacji krajowej. W 2013 był jednym z założycieli zainicjowanego przez Jorgosa Lilikasa Sojuszu Obywatelskiego.